# Resolutie 837 Veiligheidsraad Verenigde Naties
Resolutie 837 van de Veiligheidsraad van de Verenigde Naties werd unaniem door de
VN-Veiligheidsraad aangenomen op 6 juni 1993.

## Achtergrond
In 1960 werden de voormalige kolonies Brits Somaliland en Italiaans Somaliland onafhankelijk en
samengevoegd tot Somalië. In 1969 greep het leger de macht en werd Somalië een socialistisch-islamitisch
land. In de jaren '80 leidde het verzet tegen het totalitair geworden regime tot een
burgeroorlog en in 1991 viel het centrale regime. Vanaf dan beheersten verschillende groeperingen elk
een deel van het land en enkele delen scheurden zich ook af van Somalië.

## Inhoud

### Waarnemingen
De Veiligheidsraad was gealarmeerd over aanvallen van het Verenigd Somalisch Congres tegen personeel van de
VN-operatie UNOSOM II in Somalië op 5 juni, wat streng veroordeeld werd. Ook het gebruik van de
radio om tot die aanvallen op te roepen werd streng veroordeeld.
De Veiligheidsraad bevestigde de bevolking van Somalië te zullen helpen met een terugkeer naar normale levensomstandigheden en
benadrukte dat de internationale gemeenschap daarom in het land aanwezig was. Daarvoor was het van belang dat de strijdende partijen aldaar ontwapend werden. Ook moest de rechtsstaat in ere
hersteld worden om zo bij te dragen aan de hulpoperaties, de verzoening, een oplossing en het herstel van de
politieke instellingen en de economie.
De voorzitter van de Veiligheidsraad had beloofd maatregelen te nemen, om te zorgen dat degenen die voor
de aanvallen verantwoordelijk waren gestraft zouden worden.

### Handelingen
De Veiligheidsraad veroordeelde de aanvallen tegen UNOSOM II, die deel lijken uit te maken van een beraamde reeks
schendingen van het staakt-het-vuren om door intimidatie te verhinderen dat UNOSOM II haar mandaat kan
uitvoeren, sterk. Ook condoleerde de Veiligheidsraad de Pakistaanse overheid en de families van het omgekomen
personeel.
Er werd benadrukt dat alle partijen snel moesten worden ontwapend en dat radiostations die bijdroegen aan het
geweld werden uitgeschakeld. Alle partijen moesten de akkoorden die ze aangingen in Addis Ababa nakomen en
dan vooral het staakt-het-vuren en de ontwapening.
De secretaris-generaal mocht alle nodige maatregelen nemen om de
verantwoordelijken van de aanvallen en de uitlokkers ervan te arresteren en berechten. Hem werd gevraagd dat
onderzoek dringend aan te vangen; vooral naar de rol van de fractieleiders. Ten slotte werd hem gevraagd binnen de
7 dagen te rapporteren over de uitvoering van deze resolutie.
Ook moesten alle UNOSOM II-contingenten versneld worden ingezet om aan de vereiste 28.000 manschappen te komen.
Bij de lidstaten werd erop aangedrongen om dringend militaire ondersteuning en
transport, waaronder pantservoertuigen, tanks en
aanvalshelikopters, bij te dragen om op te kunnen tegen de aanvallen.

## Verwante resoluties
- Resolutie 794 Veiligheidsraad Verenigde Naties (1992)
- Resolutie 814 Veiligheidsraad Verenigde Naties
- Resolutie 865 Veiligheidsraad Verenigde Naties
- Resolutie 878 Veiligheidsraad Verenigde Naties

Lijst ·  800 ·  801 ·  802 ·  803 ·  804 ·  805 ·  806 ·  807 ·  808 ·  809 ·  810 ·  811 ·  812 ·  813 ·  814 ·  815 ·  816 ·  817 ·  818 ·  819 ·  820 ·  821 ·  822 ·  823 ·  824 ·  825 ·  826 ·  827 ·  828 ·  829 ·  830 ·  831 ·  832 ·  833 ·  834 ·  835 ·  836 ·  837 ·  838 ·  839 ·  840 ·  841 ·  842 ·  843 ·  844 ·  845 ·  846 ·  847 ·  848 ·  849 ·  850 ·  851 ·  852 ·  853 ·  854 ·  855 ·  856 ·  857 ·  858 ·  859 ·  860 ·  861 ·  862 ·  863 ·  864 ·  865 ·  866 ·  867 ·  868 ·  869 ·  870 ·  871 ·  872 ·  873 ·  874 ·  875 ·  876 ·  877 ·  878 ·  879 ·  880 ·  881 ·  882 ·  883 ·  884 ·  885 ·  886 ·  887 ·  888 ·  889 ·  890 ·  891 ·  892